# Слобода-Кухарська

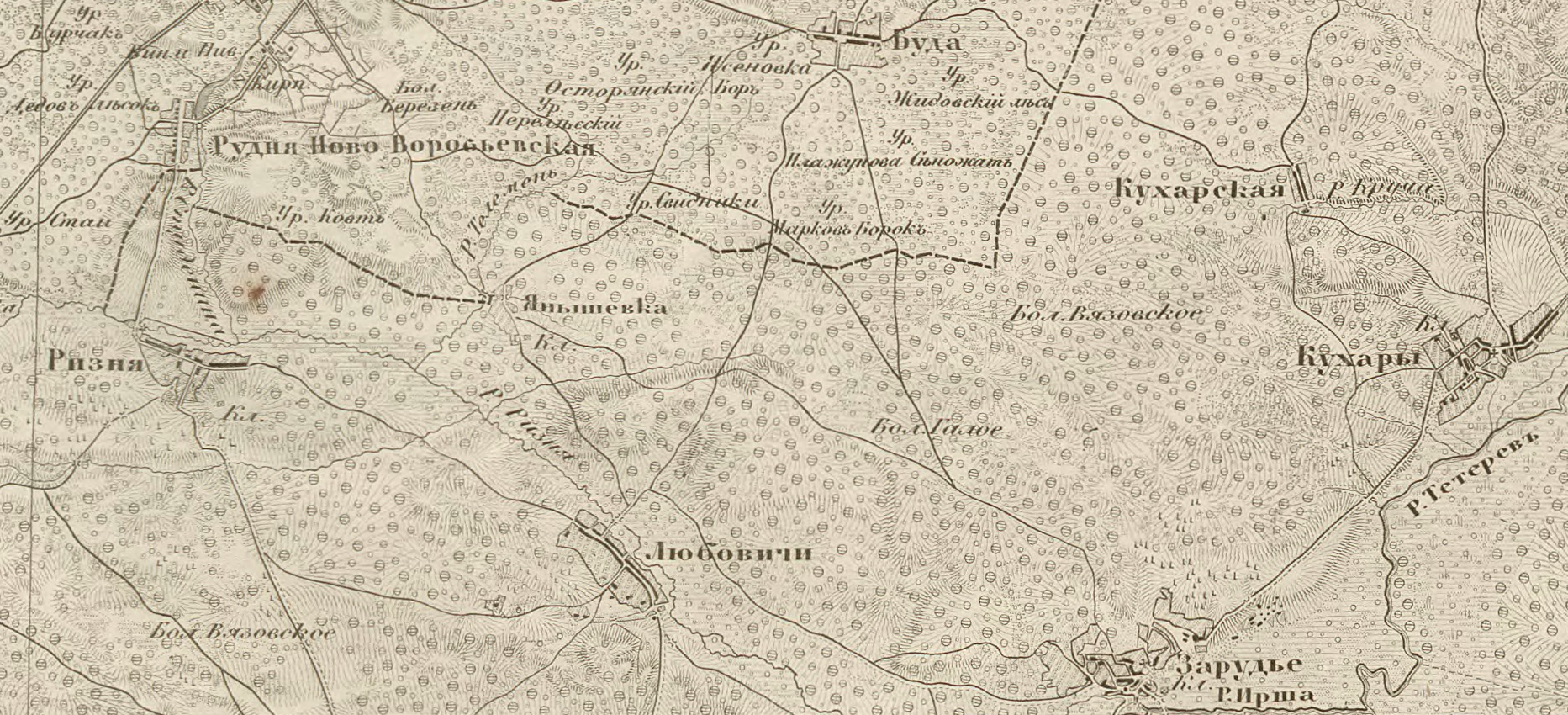
Слобода-Кухарська (Кухарская) на російській військово-топографічній мапі Київської губернії, 1868 рік

Слобода-Кухарська — село в Україні, у Іванківській селищній громаді Вишгородського району Київської області. Населення становить 116 осіб.

## Історія
7 (20) листопада 1917 року, відповідно до Третього Універсалу Української Центральної Ради, увійшло до складу Української Народної Республіки.
12 червня 2020 року, відповідно до розпорядження Кабінету Міністрів України № 715-р «Про визначення адміністративних центрів та затвердження територій територіальних громад Київської області», увійшло до складу Іванківської селищної територіальної громади.
19 липня 2020 року, в результаті адміністративно-територіальної реформи та ліквідації Іванківського району, село увійшло до складу новоутвореного Вишгородського району.

## Війна 2022 року
З кінця лютого до 1 квітня 2022 року під час російсько-української війни село було окуповане російськими військами, зазнало руйнувань.